# HIC2

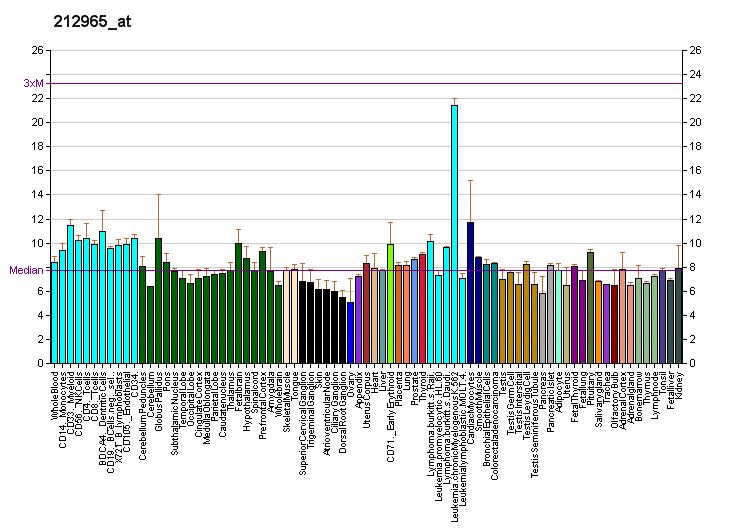
Gráfico con el patrón de expresión génica del gen HIC2.

La proteína hipermetilada en cáncer 2 es una proteína que en humanos está codificada por el gen HIC2.

## Otras lecturas
- Nakajima D, Okazaki N, Yamakawa H, etal (2003). «Construction of expression-ready cDNA clones for KIAA genes: manual curation of 330 KIAA cDNA clones.». DNA Res. 9 (3): 99-106. PMID 12168954. doi:10.1093/dnares/9.3.99.
- Gerhard DS, Wagner L, Feingold EA, etal (2004). «The status, quality, and expansion of the NIH full-length cDNA project: the Mammalian Gene Collection (MGC).». Genome Res. 14 (10B): 2121-7. PMC 528928. PMID 15489334. doi:10.1101/gr.2596504.
- Collins JE, Wright CL, Edwards CA, etal (2005). «A genome annotation-driven approach to cloning the human ORFeome.». Genome Biol. 5 (10): R84. PMC 545604. PMID 15461802. doi:10.1186/gb-2004-5-10-r84.
- Brandenberger R, Wei H, Zhang S, etal (2005). «Transcriptome characterization elucidates signaling networks that control human ES cell growth and differentiation.». Nat. Biotechnol. 22 (6): 707-16. PMID 15146197. doi:10.1038/nbt971.
- Ota T, Suzuki Y, Nishikawa T, etal (2004). «Complete sequencing and characterization of 21,243 full-length human cDNAs.». Nat. Genet. 36 (1): 40-5. PMID 14702039. doi:10.1038/ng1285.
- Young TM, Wang Q, Pe'ery T, Mathews MB (2003). «The human I-mfa domain-containing protein, HIC, interacts with cyclin T1 and modulates P-TEFb-dependent transcription.». Mol. Cell. Biol. 23 (18): 6373-84. PMC 193714. PMID 12944466. doi:10.1128/MCB.23.18.6373-6384.2003.
- Strausberg RL, Feingold EA, Grouse LH, etal (2003). «Generation and initial analysis of more than 15,000 full-length human and mouse cDNA sequences.». Proc. Natl. Acad. Sci. U.S.A. 99 (26): 16899-903. PMC 139241. PMID 12477932. doi:10.1073/pnas.242603899.
- Deltour S, Pinte S, Guerardel C, etal (2002). «The human candidate tumor suppressor gene HIC1 recruits CtBP through a degenerate GLDLSKK motif.». Mol. Cell. Biol. 22 (13): 4890-901. PMC 133903. PMID 12052894. doi:10.1128/MCB.22.13.4890-4901.2002.
- Dunham I, Shimizu N, Roe BA, etal (1999). «The DNA sequence of human chromosome 22.». Nature 402 (6761): 489-95. PMID 10591208. doi:10.1038/990031.
- Kikuno R, Nagase T, Ishikawa K, etal (1999). «Prediction of the coding sequences of unidentified human genes. XIV. The complete sequences of 100 new cDNA clones from brain which code for large proteins in vitro.». DNA Res. 6 (3): 197-205. PMID 10470851. doi:10.1093/dnares/6.3.197.
- Bonaldo MF, Lennon G, Soares MB (1997). «Normalization and subtraction: two approaches to facilitate gene discovery.». Genome Res. 6 (9): 791-806. PMID 8889548. doi:10.1101/gr.6.9.791.